# Vitali Osharov
Vitali Volodymyrovych Osharov –en ucraniano, Віталій Володимирович Ошаров– (Bila Tserkva, 16 de febrero de 1980) es un deportista ucraniano que compitió en esgrima, especialista en la modalidad de espada.
Ganó una medalla de bronce en el Campeonato Mundial de Esgrima de 2005 y dos medallas de plata en el Campeonato Europeo de Esgrima, en los años 2003 y 2005.
Participó en los Juegos Olímpicos de Atenas 2004, ocupando el quinto lugar en la prueba por equipos.

## Palmarés internacional
| Campeonato Mundial | Campeonato Mundial     | Campeonato Mundial | Campeonato Mundial |
| Año                | Lugar                  | Medalla            | Prueba             |
| ------------------ | ---------------------- | ------------------ | ------------------ |
| 2005               | Leipzig (Alemania)     | Medalla de bronce  | Espada por equipos |
| Campeonato Europeo |                        |                    |                    |
| Año                | Lugar                  | Medalla            | Prueba             |
| 2003               | Bourges (Francia)      | Medalla de plata   | Espada por equipos |
| 2005               | Zalaegerszeg (Hungría) | Medalla de plata   | Espada por equipos |